# Cardiocondyla minutior
Cardiocondyla minutior é uma espécie de formiga do gênero Cardiocondyla, pertencente à subfamília Myrmicinae.